# Oecetis arizonica
Oecetis arizonica là một loài Trichoptera trong họ Leptoceridae. Chúng phân bố ở miền Tân bắc.